# Augustine Gbao
Augustine Gbao, ibland Augustine Bao, född 13 augusti 1948 i Kenema, Sierra Leone, var en av ledarna för rebellrörelsen Revolutionary United Front (RUF) mellan 1991 och 2002, då han greps. Gbao har pekats ut som den som låg bakom rekryteringen av de flesta av de 1000-tals barnsoldater som var i tjänst hos RUF under inbördeskriget.
Han ställdes inför rätta i Specialdomstolen för Sierra Leone den 5 juni 2004 åtalad på 18 punkter och befanns skyldig på 14 av dessa. Han dömdes till 25 års fängelse för bland annat brott mot mänskligheten den 26 oktober 2009.